# Atalantī Tasoulī
Atalantī Tasoulī (in greco Αταλάντη Τασουλή?; Colorado Springs, 28 settembre 1976) è un'ex cestista statunitense naturalizzata greca.

## Carriera
Con la Grecia ha disputato i Giochi olimpici di Atene 2004 e due edizioni dei Campionati europei (2001, 2003).